# Rhodobacteraceae
Rhodobacteraceae es una familia de proteobacterias que se clasifica en su propio orden dentro del subgrupo alfa.

## Más información
- Garrity GM, Holt JG (2001). «Taxonomic Outline of the Archaea and Bacteria».  En DR Boone and RW Castenholz, eds., ed. Bergey's Manual of Systematic Bacteriology Volume 1: The Archaea and the deeply branching and phototrophic Bacteria (2nd ed. edición). Nueva York: Springer Verlag. pp. 155-166. ISBN 978-0-387-98771-2.
- PubMed references for Rhodobacteraceae
- PubMed Central references for Rhodobacteraceae

- Datos: Q148243
- Multimedia: Rhodobacteraceae / Q148243
- Especies: Rhodobacteraceae